# 愛國者 (品牌)
爱国者（aigo），是中華人民共和国华旗资讯公司下属的品牌。公司於1993年成立，爱国者品牌於1997年创建。於2005年的營業額為3億美元，主要生产数码相机、MP3播放器、显示器、U盘及移动硬盘等数码设备。
華旗的行政總裁為冯军，出生于1969年6月16日，江苏人，毕业于北京清华大学。

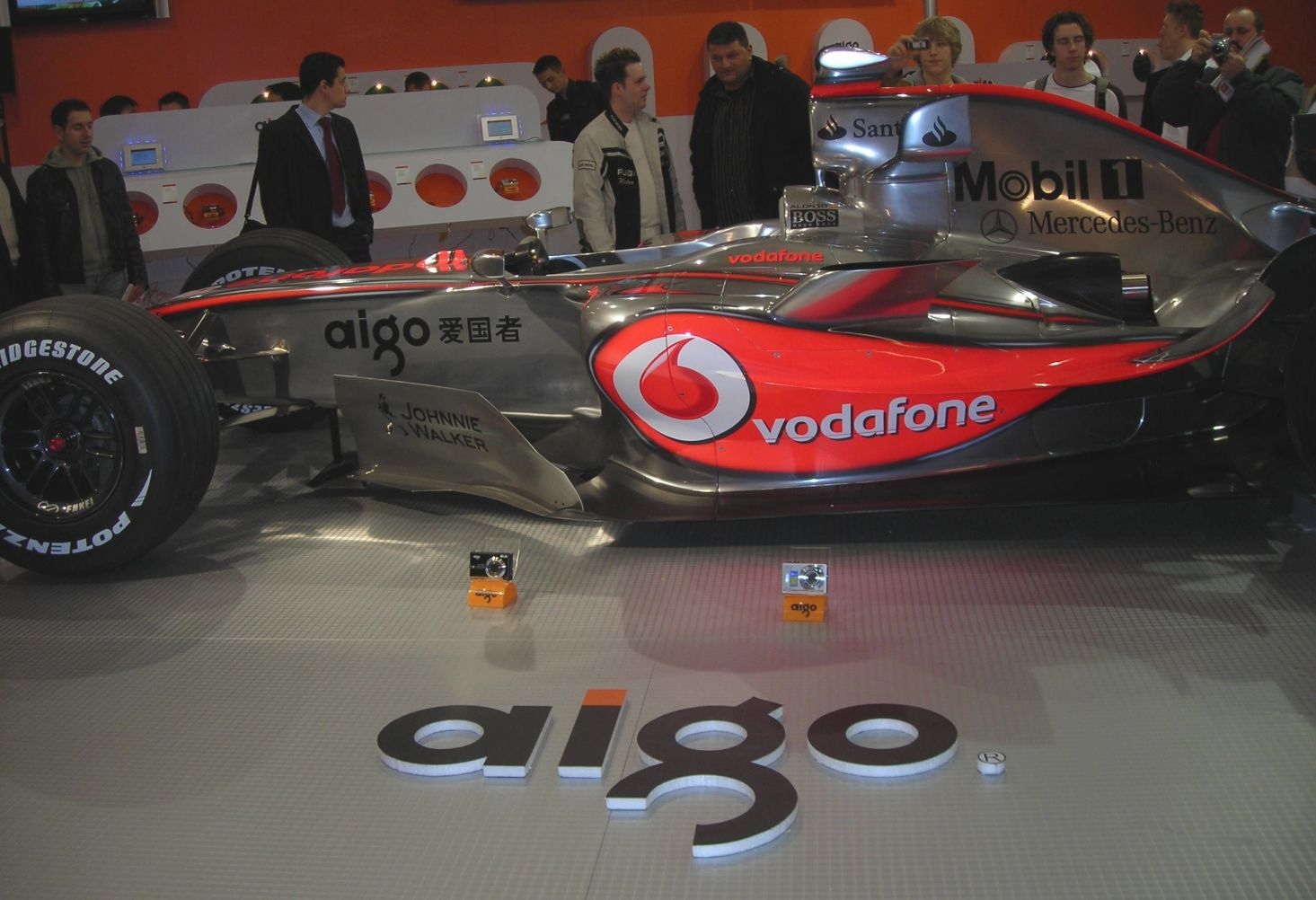
F1 bolid

公司位於北京中关村。

## 體育贊助
愛國者贊助多項運動，包括：
- 一級方程式麥拿倫車隊
- 亞洲吉利方程式公開賽 愛國者車隊
- A1中國代表隊首席車手及2007年度英國三級方程式B組全年總亞軍程叢夫
- 北京爱国者大学生足球队
- 曼聯[2]